# Jessica de Rooij

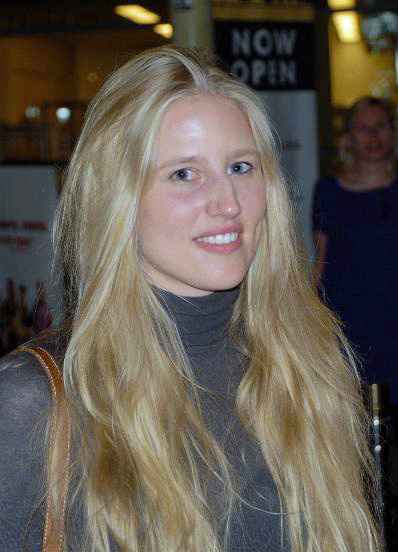
Jessica de Rooij (2007)

Jessica de Rooij (* 1. April 1981 in Bergisch Gladbach) ist eine deutsche Komponistin von Filmmusik.

## Leben
Vor ihrer Karriere studierte sie an der Utrecht School of Art, Media & Technology in den Niederlanden, an der sie ihren Bachelor of Music with Honors bekam. Anschließend ging Jessica de Rooij zur Open University of England, wo sie ihren Master of Arts in Composition in Context machte.
Ihre erste Erfahrungen im Filmgeschäft sammelte sie 2005 als zusätzlicher Komponist bei dem Film BloodRayne, bei dem sie erstmals an einer Produktion des Regisseurs Uwe Boll mitwirkte. Bis einschließlich Rampage: President Down aus dem Jahr 2016 war sie als Komponistin für alle weiteren Filme von Boll tätig. Ein anderer Regisseur, mit dem sie mehrmals zusammenarbeitete, ist Sven Bohse.
Jessica de Rooij lebt in Berlin zusammen mit dem Filmregisseur David Sieveking, das Paar hat zwei Töchter.

## Filmografie (Auswahl)
- 2007: Schwerter des Königs – Dungeon Siege (In the Name of the King: A Dungeon Siege Tale) (mit Henning Lohner)
- 2007: Seed
- 2007: Postal
- 2007: BloodRayne II: Deliverance
- 2008: 1968 Tunnel Rats
- 2008: Alone in the Dark II
- 2008: Far Cry
- 2009: Darfur
- 2009: Rampage
- 2009: Siegburg
- 2010: Max Schmeling
- 2010: Valerie
- 2010: Bloodrayne: The Third Reich
- 2011: Auschwitz
- 2011: Schwerter des Königs – Zwei Welten (In the Name of the King II: Two Worlds)
- 2011: Das Mädchen auf dem Meeresgrund
- 2012: Ein vorbildliches Ehepaar
- 2012: Vergiss mein nicht
- 2012: Es kommt noch dicker (Fernsehserie)
- 2013: Assault on Wall Street
- 2014: Schwerter des Königs – Die letzte Mission (In the Name of the King 3: The Last Mission)
- 2014: Rampage: Capital Punishment
- 2014: 16 über Nacht!
- 2014: Weihnachten für Einsteiger
- 2016: Rampage: President Down
- 2017: Ostfriesenkiller
- 2017: Eingeimpft
- 2018: Tatort: Borowski und das Land zwischen den Meeren
- 2018: Tatort: Wir kriegen euch alle
- 2021: Nord Nord Mord (Fernsehserie, 2 Folgen)
- 2021: Die Welt steht still
- 2021: Sisi (Fernsehserie)
- 2023: Tatort: Hackl
- 2023: Blood & Gold
- 2024: Tatort: Borowski und das ewige Meer
- 2024: Tatort: Stille Nacht